# Croce Rossa del Mali

il simbolo della Croce Rossa

La Croix-Rouge Malienne (CRM), ovvero "Croce Rossa maliana" in lingua francese, idioma ufficiale del Mali, è la società nazionale di Croce Rossa della Repubblica del Mali, stato dell'Africa occidentale. La denominazione utilizzata internazionalmente è, in lingua inglese, Mali Red Cross

## Storia
La Croce Rossa maliana fu fondata nel 1965 sulla base della Convenzione di Ginevra e dell'Ordinanza n° 59 PCG del 28 marzo 1959 che regola le associazioni, le organizzazioni non governative e umanitarie nel Mali; venne quindi riconosciuta dal Governo come Società nazionale di Croce Rossa nel 1966.
Nel settembre 1967 fu la 109° società nazionale ad essere riconosciuta dal Comitato Internazionale della Croce Rossa, e due mesi dopo, nel novembre dello stesso anno, fu riconosciuta anche dalla Federazione.

## Attività
La CRM è uno dei membri del Rome Consensus per la lotta alla tossicodipendenza.